# Acetato de plomo(II)
El acetato de plomo(II) es un compuesto químico cristalino de color blanco con un sabor ligeramente dulce. Se obtiene tratando litargirio (óxido de plomo(II) o PbO) con ácido acético. Al igual que otros compuestos plúmbeos, es una sustancia muy tóxica. El acetato de plomo es soluble en agua y glicerina. Con agua, forma el trihidrato, Pb(CH3COO)2·3H2O, una sustancia cristalina monoclínica eflorescente de color blanco o incoloro.
También se le conoce como acetato de plomo, diacetato de plomo, acetato plúmbeo, azúcar de plomo o de Saturno, Plomo dulce, plomo azúcar, sal de Saturno y fuerza de Goulard (en honor a Thomas Goulard).
La sustancia se usa como reactivo para generar otros compuestos de plomo y como fijador para algunos tintes. En bajas concentraciones (del orden del 1 %), es el principal ingrediente activo en una variada gama de tinturas progresivas del cabello, que va tomando progresivamente un color castaño debido a la combinación del plomo con el azufre, más abundante en las proteínas del cabello que en las de la piel. También se utiliza como mordiente en impresión y tinte textil y como desecante en pinturas y barnices.
En los laboratorios de las industrias azucareras, se utiliza el acetato de plomo para purificar muestras de jugo de cañas de azúcar, con el fin de luego someter ese jugo a otros análisis.

## Toxicidad
Se ha documentado que el acetato de plomo(II), entre otras sales de plomo, podría afectar a la placenta y al embrión, conduciendo a la muerte del feto, razón por la cual se desaconseja el uso de tintes de cabello que lo tengan en su composición. Como sal de plomo, también tiene efectos teratogénicos en algunas especies animales.